# Michela Cobisi
Michela Cobisi (Milano, 4 novembre 1982) è un'ex pattinatrice artistica su ghiaccio italiana.

## Biografia
Nata a Milano nel 1982, ha iniziato a pattinare a 8 anni, nel 1990.
Specializzata nel pattinaggio a coppie, nel 2000 ha iniziato a fare coppia con Ruben De Pra, con cui ha ottenuto i principali successi della sua carriera tra 2001 e 2002.
Nel 2001 e 2002 è stata campionessa italiana. Nel 2001 ha preso parte ai Mondiali di Vancouver, in Canada, arrivando al 23º posto. Nel 2002, invece, ha partecipato agli Europei di Losanna, in Svizzera, terminando in dodicesima posizione, e ai Giochi olimpici di Salt Lake City 2002, chiudendo al 19º posto. Con i suoi 19 anni, è stata la più giovane della spedizione azzurra ai Giochi svoltisi nella capitale dello Utah.

## Risultati
(con De Pra)
| Evento                    | 2000-01 | 2001-02 |
| ------------------------- | ------- | ------- |
| Giochi olimpici invernali |         | 19°     |
| Campionati mondiali       | 23°     |         |
| Campionati europei        |         | 12°     |
| Campionati italiani       | 1°      | 1°      |
| Golden Spin               |         | 5°      |
| Nepela Memorial           |         | 2°      |